# Dziedzictwo przemysłowe Rjukan-Notodden
Dziedzictwo przemysłowe Rjukan-Notodden – dawny kompleks przemysłowy położony w Rjukan i Notodden, w regionie Østlandet, w Norwegii. Obszar Rjukan-Notodden rozciąga się od jeziora Møsvatn do miasta Notodden. Został założony na początku XX wieku przez firmę Norsk Hydro. W jego skład wchodzą hydroelektrownie, linie przesyłowe, fabryki oraz systemy transportowe. W fabrykach pozyskiwany był azot z powietrza, który następnie był dodawany do nawozów, w celu zwiększenia plonów rolnych. 

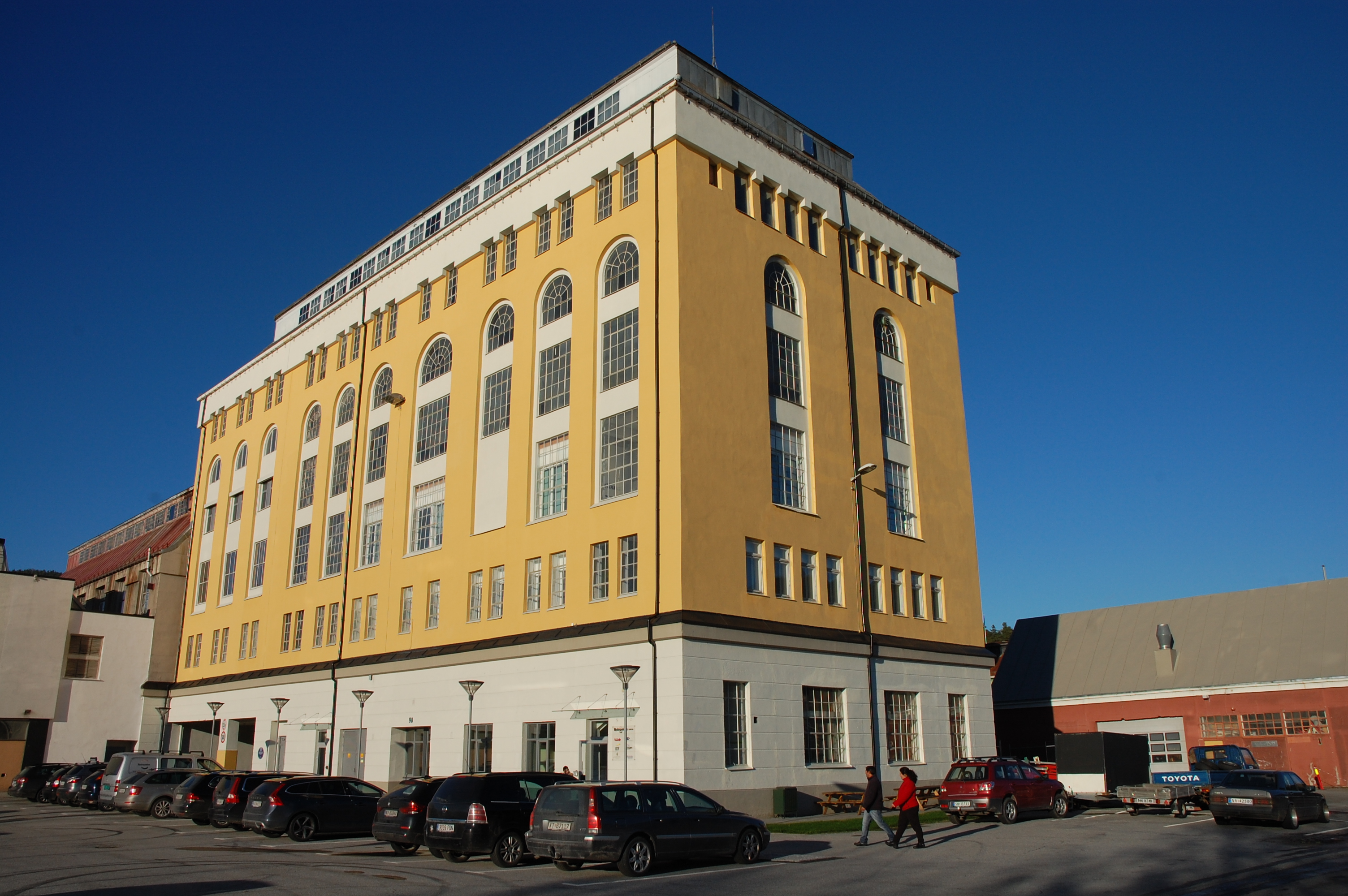

W 2009 roku Rjukan-Notodden zostało wpisane na listę informacyjną UNESCO, a w 2015 roku na listę światowego dziedzictwa UNESCO. Wpis ma na celu ochronę krajobrazu przemysłowego, w którego skład wchodzą dawne fabryki. 